# Cantonul Bergerac-2
Cantonul Bergerac-2 este un canton din arondismentul Bergerac, departamentul Dordogne, regiunea Aquitania, Franța.

## Comune
- Bergerac (parțial, reședință)
- Cours-de-Pile
- Creysse
- Lamonzie-Montastruc
- Lembras
- Mouleydier
- Queyssac
- Saint-Germain-et-Mons
- Saint-Laurent-des-Vignes
- Saint-Nexans
- Saint-Sauveur